# Гарри Поттер и узник Азкабана (фильм)
«Га́рри По́ттер и у́зник Азкаба́на» (англ. Harry Potter and the Prisoner of Azkaban) — приключенческий фэнтезийный фильм 2004 года, третий из серии фильмов о Гарри Поттере. Экранизация одноимённого романа (1999) Джоан Роулинг.
Вместо Криса Коламбуса, который снял первые два фильма о Гарри Поттере, на этот раз режиссёром стал мексиканец Альфонсо Куарон. Актёрский состав практически не изменился, за исключением роли Альбуса Дамблдора, которого после смерти Ричарда Харриса играл Майкл Гэмбон, и Пэнси Паркинсон, в чьей роли снялась Женевьев Гонт. Также среди новых лиц были Гэри Олдмен, Дэвид Тьюлис, Тимоти Сполл и Эмма Томпсон.
Многие из оригинальной съёмочной команды также остались на своих должностях, например, сценарист Стив Кловис. Музыку для этого фильма (как и для первых двух) написал Джон Уильямс.

## Сюжет
Гарри Поттер проводит еще одно несчастное лето у Дурслей. В его тринадцатый день рождения сестра дяди Вернона, Мардж, пришедшая в гости, злобно оскорбляет Гарри и его родителей, и разгневанный Гарри случайно заставляет ее надуться и улететь. Ожидая, что его исключат за использование магии вне школы, Гарри убегает со своими вещами.
Автобус «Ночной рыцарь», экстренный транспорт для попавших в беду ведьм и волшебников, находит Гарри и доставляет его в «Дырявый котел», где министр магии Корнелиус Фадж заверяет Гарри, что он не будет наказан за произошедшее, так как это был просто несчастный случай. Воссоединившись со своими лучшими друзьями Роном Уизли и Гермионой Грейнджер, Гарри узнает, что Сириус Блэк, осужденный сторонник лорда Волан-де-Морта, сбежал из тюрьмы Азкабан и намерен убить его.  Во время путешествия в Хогвартс в поезд попадают дементоры, призрачные тюремные охранники, разыскивающие Блэка. Один из них проникает в купе Гарри и пытается «высосать его душу», заставляя его упасть в обморок, но новый преподаватель защиты от темных искусств Римус Люпин отгоняет его с помощью заклинания Патронуса. В Хогвартсе директор Альбус Дамблдор объявляет, что дементоры будут патрулировать школу до тех пор, пока Блэк не будет схвачен. Рубеус Хагрид назначен преподавателем по уходу за магическими существами, но его первый урок идет наперекосяк, когда Драко Малфой провоцирует гиппогрифа по имени Клювокрыл напасть на него; в результате с подачи отца Малфоя, Люциуса, Клювокрыла приговаривают к смертной казни.
Вернувшись в башню Гриффиндора, ученики обнаруживают, что портрет Полной Дамы (через который ученики Гриффиндора могут попасть в башню) подвергся нападению, и перепуганная Дама предупреждает Дамблдора, что Блэк проник в замок. Хогвартс закрыт до тех пор, пока Дамблдор не сочтет его безопасным. Во время сопровождаемого бурей матча по квиддичу дементоры заставляют Гарри упасть с метлы, которую разрушает Гремучая ива. Дамблдор использует Замедляющие чары, чтобы остановить падение Гарри, который позже приходит в себя в больничном крыле.
Вскоре Гарри был пойман Фредом и Джорджем при попытке посетить Хогсмид, которые дали ему Карту Мародёров. Карта Мародёров является подробной картой Хогвартса, на которой в реальном времени можно наблюдать местоположение каждого человека. Используя карту, Гарри пробирается в Хогсмид и узнает, что Блэк - его крестный отец, который выдал местонахождение Поттеров Волан-де-Морту и убил их общего друга Питера Петтигрю.
Полный решимости научиться отгонять дементоров, Гарри убеждает профессора Люпина обучить его заклинанию Патронуса. После урока прорицания он становится свидетелем того, как профессор Трелони входит в транс и пророчествует, что Темный Лорд вернется. 
Пока трио наблюдает за казнью Клювокрыла, любимая крыса Рона Короста кусает его и убегает, но большой черный пес утаскивает их обоих в нору у подножия Гремучей ивы. Это приводит троицу по подземному ходу в Визжащую хижину, где выясняется, что Блэк - анимаг, способный превращаться в собаку.
Появляется Люпин, который обнимает Блэка как старого друга, а затем обнаруживает, что он - оборотень. Снегг прибывает, чтобы задержать Блэка, но его вырубает обезоруживающее заклинание Гарри. Люпин и Блэк раскрывают, что Короста на самом деле является анимагической формой Петтигрю, который предал родителей Гарри, инсценировал свою смерть (отрезал себе палец, чтобы все сочли его мёртвым) и обвинил Блэка в его собственных преступлениях. Вернув Петтигрю человеческий облик, группа направляется обратно в замок, намереваясь разоблачить Петтигрю как истинного преступника и оправдать Сириуса, но полнолуние заставляет Люпина трансформироваться (он не успел выпить лекарство, приготовленное для него профессором Снеггом), и Петтигрю сбегает. Блэк превращается в собаку и сражается с оборотнем Люпином, который серьезно ранит его. Блэку удается сбежать, когда отдаленный волчий вой отвлекает Люпина и прогоняет его. Гарри находит Блэка, на которого затем нападают дементоры, пока невидимая фигура не применяет мощное заклинание Патронуса, чтобы отогнать их. Гарри теряет сознание и приходит в себя в лазарете вместе с Дамблдором и Гермионой.
Узнав, что Блэк был схвачен и приговорен к «Поцелую дементора», Гарри и Гермиона следуют совету Дамблдора и используют Маховик времени, который Макгонагалл дала Гермионе для посещения нескольких занятий одновременно, чтобы вернуться на три часа назад во времени. Они видят, как их прошлые личности (Гарри и Гермиона три часа назад, до путешествия во времени) переживают события той ночи и освобождают Клювокрыла от казни. Заметив, что на Гарри и Блэка напали дементоры, Гарри спасает их, используя заклинание Патронуса, и понимает, что именно он был той невидимой фигурой, которая спасла их ранее. Они с Гермионой освобождают Блэка, который улетает на Клювокрыле, все еще скрываясь от правосудия без доказательств своей невиновности. Гарри и Гермиона возвращаются в больничное крыло, возвращаясь в свою собственную временную линию. Разоблаченный как оборотень, Люпин увольняется с преподавательской работы и возвращает Гарри Карту Мародёров, которая оказывается школьным изобретением Римуса Люпина, Сириуса Блэка, Джеймса Поттера и Питера Петтигрю, известных как Мародёры. Блэк посылает Гарри метлу «Молния», на которой тот с радостью пускается в полет.

## В ролях
| Роль                                | Актёр (актриса) |          |
| студенты                            | студенты        | студенты |
| ----------------------------------- | --------------- | -------- |
| Гарри Поттер                        | Дэниел Рэдклифф |          |
| Рон Уизли                           | Руперт Гринт    |          |
| Гермиона Грейнджер                  | Эмма Уотсон     |          |
| Драко Малфой                        | Том Фелтон      |          |
| Джордж Уизли                        | Оливер Фелпс    |          |
| Фред Уизли                          | Джеймс Фелпс    |          |
| Перси Уизли                         | Крис Рэнкин     |          |
| Джинни Уизли                        | Бонни Райт      |          |
| Невилл Долгопупс                    | Мэттью Льюис    |          |
| Винсент Крэбб                       | Джейми Уэйлетт  |          |
| Грегори Гойл                        | Джошуа Хердман  |          |
| Симус Финниган                      | Девон Мюррей    |          |
| Дин Томас                           | Альфред Энох    |          |
| Парвати Патил                       | Ситара Шах      |          |
| Падма Патил                         | Афшан Азад      |          |
| Пайк                                | Бронсон Уэбб    |          |
| Пэнси Паркинсон                     | Женевьев Гонт   |          |
| персонал Хогвартса                  |                 |          |
| Альбус Дамблдор                     | Майкл Гэмбон    |          |
| Минерва Макгонагалл                 | Мэгги Смит      |          |
| Рубеус Хагрид                       | Робби Колтрейн  |          |
| Северус Снегг                       | Алан Рикман     |          |
| Римус Люпин                         | Дэвид Тьюлис    |          |
| Сивилла Трелони                     | Эмма Томпсон    |          |
| Аргус Филч                          | Дэвид Брэдли    |          |
| Филиус Флитвик                      | Уорик Дэвис     |          |
| другие персонажи                    |                 |          |
| Сириус Блэк                         | Гэри Олдмен     |          |
| Питер Петтигрю                      | Тимоти Сполл    |          |
| Молли Уизли                         | Джули Уолтерс   |          |
| Артур Уизли                         | Марк Уильямс    |          |
| Корнелиус Фадж                      | Роберт Харди    |          |
| Вернон Дурсль                       | Ричард Гриффитс |          |
| Петунья Дурсль                      | Фиона Шоу       |          |
| Дадли Дурсль                        | Гарри Меллинг   |          |
| Мардж Дурсль                        | Пэм Феррис      |          |
| Стэн Шанпайк                        | Ли Инглби       |          |
| Эрни, водитель автобуса             | Джимми Гарднер  |          |
| Тсантса в автобусе «Рыцарь» (голос) | Ленни Генри     |          |
| Том, трактирщик                     | Джим Таваре     |          |
| Молодая ведьма-горничная            | Эбби Форд       |          |
| Мадам Розмерта                      | Джули Кристи    |          |
| Полная Дама                         | Дон Френч       |          |
| Старик на портрете                  | Фредди Дэвис    |          |

## Производство

### Съёмочная группа
- Режиссёр — Альфонсо Куарон
- Сценарист (англ. Screenplay) — Стив Клоувс
- Продюсеры — Дэвид Хейман, Крис Коламбус, Марк Рэдклифф
- По мотивам романа Джоан Кэтлин Роулинг
- Исполнительные продюсеры — Майкл Барнатан, Каллум МакДогалл, Таня Сегачьян
- Оператор-постановщик (англ. Director of Photography) — Майкл Серезин, BSC
- Художник-постановщик (англ. Production Designer) — Стюарт Крэйг
- Монтажёр — Стивен Уайсберг
- Музыка — Джон Уильямс (Композитор)
- Визуальные эффекты (англ. Visual Effects Supervisors) — Роджер Гайетт, Тим Бёрк
- Художник по костюмам (англ. Costume Designer) — Джени Темим

## Награды
- Премия Британской академии.
  - Приз зрительских симпатий.

## Отличия от книги
На момент публикации «Узник Азкабана» был самой длинной книгой в серии. Возросшая сложность сюжета обусловила более слабую адаптацию незначимых сюжетных линий и предыстории.
- Фильм начинается с момента, когда Гарри использует волшебную палочку в качестве источника света. В книге же в аналогичной сцене он использует фонарик, так как использование магии вне Хогвартса запрещено для несовершеннолетних волшебников.
- В фильме очень кратко упоминается о связи родителей Гарри с Картой мародёров, как и отношение Римуса Люпина к карте и его связь с Джеймсом Поттером[5]. Кроме того, не объясняется, кто такие Мародёры и кому принадлежат клички Сохатый, Лунатик, Хвост и Бродяга.
- Некоторые экспозиции убраны из фильма для достижения «драматического эффекта»: например, книга о монстрах и крыса Короста упоминаются в фильме лишь кратко, но в книге имеют более полное раскрытие. Бо́льшая часть истории Сириуса Блэка также сокращена, в том числе и история его побега из Азкабана.
- Из трёх матчей чемпионата Хогвартса по квиддичу в фильме оставлен лишь первый из-за его значимости для основной сюжетной линии, а остальные (с Когтевраном и Слизерином) пропущены. Таким образом, метлу «Молния» Гарри получает только в конце учебного года, хотя в книге он анонимно получает её на Рождество, и сначала профессор Флитвик и мадам Трюк на несколько недель конфискуют её, чтобы проверить на возможные наложенные на неё тёмные заклинания.
- Сложное описание заклятия «Фиделиус» (также называемого заклятием доверия) тоже полностью отсутствует в сюжете фильма, из-за чего остаётся необъяснённым тот факт, как же Блэк «предал» родителей Гарри Волан-де-Морту. Многие обстоятельства этой сюжетной линии перераспределены в фильме между Минервой Макгонагалл и Корнелиусом Фаджем. В качестве компенсации этого о способностях анимагов в фильме рассказывает профессор Снегг, а не Макгонагалл, как в книге[5].
- В фильме в тот момент, когда Гарри и Гермиона перемещаются назад во времени и скрываются снаружи хижины Хагрида, подразумевается, что Дамблдор каким-то образом знает об их присутствии и специально отвлекает других персонажей в ключевые моменты или тянет время (например, когда он убеждает Фаджа, что тоже должен подписать бумагу о казни Клювокрыла, а потом намекает, что это займёт достаточно времени, потому что у него очень длинное имя). Это позволяет Гарри и Гермионе незаметно освободить гиппогрифа. В книге же он просто замечает, что палач тоже должен подписать бумагу, прямо перед тем, как тот собирался выйти из хижины и произвести казнь.
- Зарождающиеся романтические отношения между Роном и Гермионой отражены в фильме более явно, чем в книге. Это стало ответом на критику первых двух фильмов, в которых создателей упрекали в том, что они отодвинули на второй план психологическое развитие персонажей в угоду таинственности и приключениям. В третьем фильме довольно много времени уделено эмоциональным переживаниям и становлению трёх главных героев. Тем не менее любые упоминания о начале влюблённости Гарри в Чжоу Чанг в фильме отсутствуют, как и сам персонаж. Она появляется только в четвёртом фильме.
- Также в этом фильме впервые проявляется тёмная сторона Гарри, когда он говорит о Сириусе Блэке:

«Когда-нибудь он найдёт меня, и тогда я буду готов. И тогда я убью его!» (англ. «I hope he finds me. Because when he does, I'm gonna be ready! When he does, I'm gonna kill him!»)

## Съёмки
Основные съёмки начались 24 февраля 2003 года на Leavesden Film Studios, а закончились в октябре 2003 года.
После смерти Ричарда Харриса, исполнителя роли Альбуса Дамблдора, многие актёры желали сыграть его. Среди кандидатов были Кристофер Ли и Питер О’Тул. Также эту роль предлагали Иэну МакКеллену, но он отказался. Позже МакКеллен заявил, что Харрис в прошлом критиковал его за «отсутствие страсти» в работе: «Я не мог взять роль артиста, который был недоволен моей актёрской игрой», — заявил Маккеллен, и роль досталась Майклу Гэмбону.
Шанс возглавить съёмочный процесс был предоставлен режиссёру Гильермо дель Торо, однако он предпочёл работу над «Хеллбоем».

## Релиз
- До конца мая 2004 года в Лондоне, фильм участвовал в кинофестивале и вышел в кинотеатрах Великобритании впервые 31 мая[11].

- 4 июня (30 дней до Дня независимости США) фильм вышел в кинотеатрах США.

Премьера фильма на разных языках вышла во всех кинотеатрах Европы.

## Восприятие
На сайте Rotten Tomatoes фильм имеет рейтинг 91 % на основе 250 рецензий со средним баллом 7,9/10. На сайте Metacritic фильм имеет оценку 82 из 100 на основе отзывов 40 критиков.

### Комментарии
1. ↑  В титрах указан, как Волшебник (англ. Wizard). Однако новый образ понравился съёмочной группе, и в таком виде был использован в следующих фильмах именно как портретирование профессора Флитвика.